# Prague (Nebraska)
Prague je vesnice v okrese Saunders County ve státě Nebraska v USA. V roce 2020 měla 291 obyvatel, nejvíce v historii jich měla v roce 1930 – bylo jich 421. Je pojmenovaná podle českého hlavního města Prahy, protože téměř všichni první osadníci pocházeli z Čech. Vesnice měla nést přímo české jméno Praha, protože se ale v blízkém okrese Colfax County již sídlo tohoto jména nacházelo (později však zaniklo), byla zvolena anglická verze Prague. V roce 1987 (při oslavách 100. výročí založení vsi) zde byl upečen největší koláč na světě, jehož velikost obyvatelé překonali při 105. výročí v roce 1992.
Vesnice Prague byla založena v roce 1887 v mírně zvlněné oblasti nazvané Bohemian Alps (České Alpy), u nově vybudované odbočné železniční trati z Ashlandu do Schuyleru, která zde měla stanici (úsek z Prague do Schuyleru byl zrušen v roce 1941, nákladní doprava obilí z Prague do Ashlandu přetrvala do roku 1982).
V Prague se nachází římskokatolický kostel svatého Jana Křtitele. Původní dřevěná stavba chrámu vznikla v letech 1900–1901, jejími staviteli byli Karel Urban a Josef Petrželka. Vysvěcen byl 9. června 1901 lincolnským biskupem Thomasem Bonacumem, posléze zde vznikla samostatná farnost oddělením od farnosti Plasi. Nový cihlový kostel v moderním stylu byl postaven v roce 1983. Cihlová budova komunitního centra National Hall v centru vsi vznikla roku 1925, blízké farní centrum Parish Hall v roce 1946. Ve vesnici stojí veřejná střední škola Prague High School.
Severně od vsi se nachází rekreační areál s vodní nádrží Czechland Lake, která, stejně jako Prague, leží na potoku Cottonwood Creek. U vesnice vznikly dva hřbitovy, St. John Cemetery a český Národní hřbitov, severně od jezera Czechland Lake potom ještě hřbitov Willow Creek Cemetery.

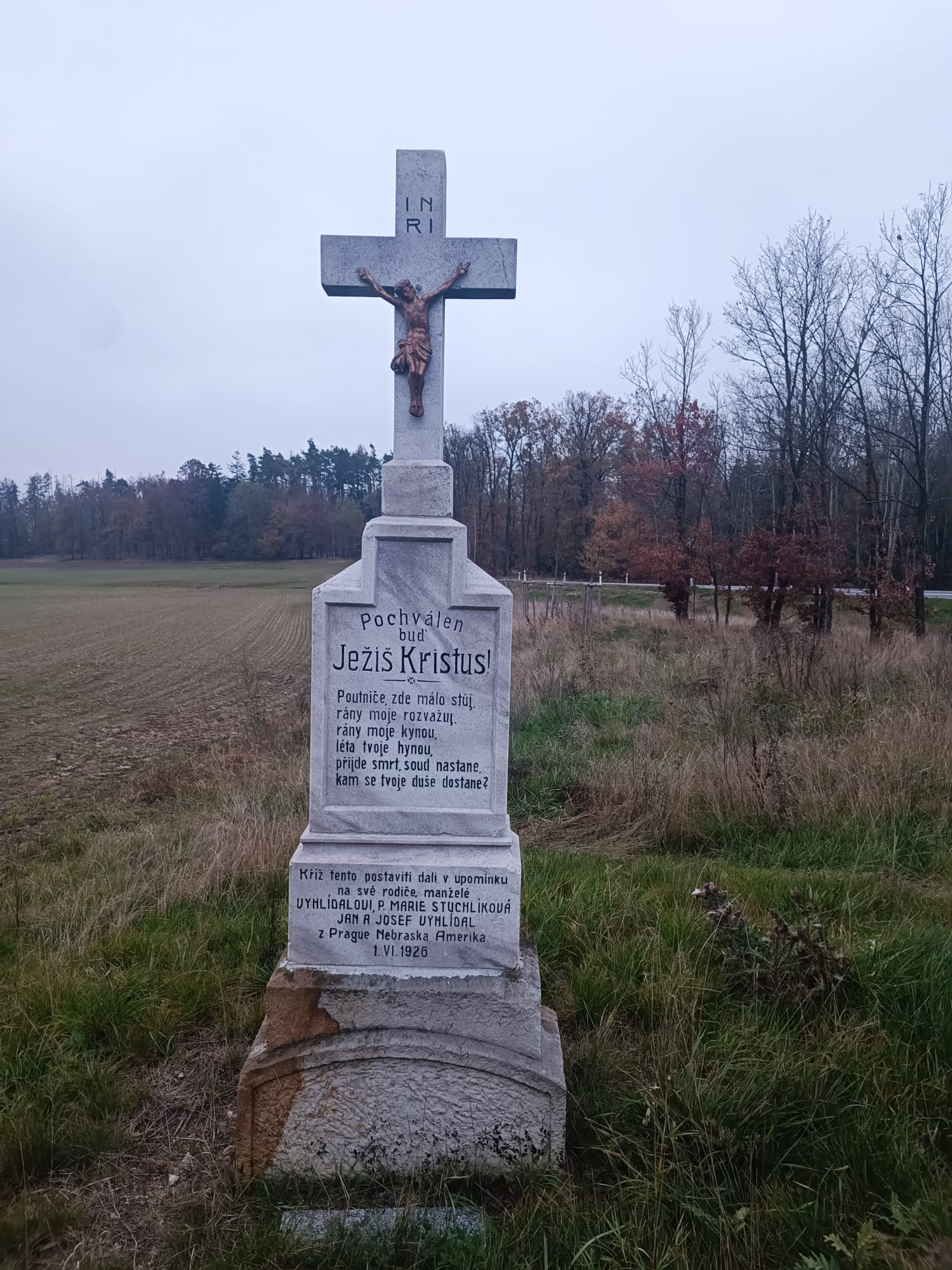
Kříž u Slavětic nechali postavit Jan a Josef Vyhlídal z Prague Nebraska, Amerika